# Sommardåd/Vinterverk
Sommardåd/Vinterverk (originaltitel Different Seasons) är en novellsamling från 1982 av Stephen King. Bokverket omfattar två volymer, som gavs ut på svenska år 1983 respektive 1984. En nyutgåva i ett band med titeln Årstider kom ut 2015.
Samlingen innehåller fyra noveller: 
- Vårbedrift (Rita Hayworth and Shawshank Redemption) – filmatiserad som Nyckeln till frihet (originaltitel The Shawshank Redemption) med bland andra Tim Robbins och Morgan Freeman i huvudrollerna
- Sommardåd (Apt Pupil) – filmatiserad som Sommardåd med Ian McKellen som en av huvudrollsinnehavarna
- Höstgärning (The Body) – filmatiserad som Stand by Me med bland andra River Phoenix, Wil Wheaton och Corey Feldman i huvudrollerna
- Vinterverk (The Breathing Method)

## Korta fakta om den svenska utgåvan
- Stephen King (1983). Sommardåd. Stockholm: Askild & Kärnekull. ISBN 91-582-0254-4
- Stephen King (1984). Vinterverk. Stockholm: Askild & Kärnekull. ISBN 91-582-0257-9
- King, Stephen (2015). Årstider. Stockholm: Albert Bonniers Förlag. ISBN 9789100146061. Läst 27 maj 2016